# Асанов, Александр Александрович
Александр Александрович Асанов (род.10 июня 1984) — бывший казахстанский хоккеист.

## Карьера
Воспитанник усть-каменогорского хоккея. В высшей лиге чемпионата России провёл 91 игру за «Казцинк-Торпедо» и 53 игры — за «Сарыарку». В играх чемпионата Казахстана провел 40 игр. Дважды (2003, 2004) был чемпионом Казахстана. Сезон 2011/12 годов провел в «Ижстали», выступающей в ВХЛ. Провел на льду 36 игр, набрав 2+6 очков по системе «гол+пас».
Участник юношеских (2001, 2002) и молодёжных (2002, 2003 и 2004) первенств мира (первый дивизион). На юношеском первенстве мира 2002 года сборная Казахстана завоевала «золото» 1-го дивизиона. На молодёжном первенстве 2003 года казахстанская сборная завоевала «бронзу» 1-го дивизиона, а сам Александр стал победителем конкурса защитников «плюс/минус».